# Ferdinand II. Cavallar von Grabensprung
Ferdinand II. Ritter Cavallar von Grabensprung (* 17 de marzo de 1845 en Arad, Reino de Hungría; † 9 de septiembre de 1906 en Neuhaus, Austria-Hungría) fue un Oberst austro-húngaro.

## Biografía

### Vida
K.u.k. Oberst Ferdinand von Cavallar nació en el seno de la familia noble Cavallar von Grabensprung. Ingresó en 1864 en la Academia Militar de Maria-Theresia en Wiener Neustadt y adquirió allí su formación de oficial.
Sirvió como Oberleutnant y Oficial del Estado Mayor de la Brigada de Caballería Nr. 14 en Budapest. También en la Brigada de Caballería Nr. 20 de la División de Tropas de Infantería (20. Infanterie-Truppen-Division) en la misma ciudad. Además fue asignado al Estado Mayor de Troppau siendo Hauptmann del Regimiento de Infantería Nr. 32 y luego destinado al Estado Mayor del Regimiento de Infantería Húngara Nr. 12 en Komorn.
Como Major del Regimiento de Infantería Julius Forinyäk Nr. 8G, avanzó al grado de k.k. Oberstleutnant.
Ferdinand von Cavallar fue jubilado con reserva para servicios locales ("Vormerkung für Localdienste") por decisión del emperador y rey ("Allerhöchster Entschließung") el 30 de marzo de 1890. El 1 de mayo del año 1890 entró en vigor la decisión del Soberano Francisco José I y fue designado Comandante de la Guarnición de Transporte ("Garnisons-Transport-Hauses") de Budapest. En motivo de este acontecimiento le fue concedida, con la mención de "Allerhöchster Zufriedenheit", la condecoración Signum Laudis con banda roja ("Militär-Verdienstmedaille am roten Bande").
Murió sin descendencia en Neuhaus en el año 1906.

### Familia
Ferdinand II. von Cavallar era el hijo primogénito de Ferdinand I. Cavallar von Grabensprung y su primera esposa Amalie Resich von Ruinenburg.
Casó en Komorn el 27 de febrero de 1886 con Vilma Tóth de Börgöcz, viuda del terrateniente en Pusztasárkány Ludwig von Sárkány. Esta era hija del k.k. Statthalterrates y terrateniente en Ungarisch-Altenburg, Joseph Tóth de Börgöcz y su mujer Louise von Kégl.
Con la muerte de su mujer Vilma en 1889 se casó en 1903 en la iglesia de la Guarnición de Transporte de Budapest con Marie Therese Mayer von Treufeld, hija del k.k. Sektionschefs y hasta 1904 Asesor ministerial ("Ministerialrat") del Ministerio de Agricultura, Dr. jur. Viktor Ritter Mayer von Treufeld y su esposa Marie Jäger.
El oficial y piloto Ferdinand Cavallar von Grabensprung así como el héroe de guerra Wilhelm Cavallar von Grabensprung son sus sobrinos.